# Funkcja unimodalna
Funkcja unimodalna – funkcja, dla której w zadanym przedziale istnieje maksymalnie jedno ekstremum lokalne. Niektórzy autorzy definiują funkcje unimodalne tylko w kontekście funkcji ciągłych, sugerując dodatkowy warunek konieczny.
Unimodalność jest wymagana do poprawnego działania wielu metod optymalizacyjnych (np. metody złotego podziału), służących do wyszukiwania lokalnych minimów funkcji.

## Definicja
Niech dana będzie funkcja {\displaystyle f,} ciągła w swojej dziedzinie:
{\displaystyle \mathbb {R} \supset [a,b]\ni x\mapsto f(x)\in \mathbb {R} .}
Funkcja {\displaystyle f} jest unimodalna w przedziale {\displaystyle [a,b],} jeżeli dla dowolnych {\displaystyle x_{1}\in [a,b]} i {\displaystyle x_{2}\in [a,b]} zachodzi:
- Jeśli {\displaystyle x_{1}<x_{2}<x^{*},} to {\displaystyle f(x_{1})>f(x_{2})>f(x^{*}),} oraz
- Jeśli {\displaystyle x^{*}<x_{1}<x_{2},} to {\displaystyle f(x^{*})<f(x_{1})<f(x_{2}),}

gdzie {\displaystyle x^{*}} stanowi minimum funkcji w przedziale {\displaystyle [a,b].}
Innymi słowy funkcja jest unimodalna jeśli istnieje taka wartość {\displaystyle x^{*}\in [a,b],} że
- dla {\displaystyle x<x^{*}} funkcja jest ściśle malejąca,
- dla {\displaystyle x>x^{*}} funkcja jest ściśle rosnąca.